# Frank M. Izenour
Frank Milton Izenour (* 6. Oktober 1913 in New Brighton, Beaver County, Pennsylvania; † 5. Dezember 1999 in Silver Spring, Maryland) war ein Generalmajor der United States Army. Er war unter anderem Kommandeur der 2. Infanteriedivision.

## Leben
Frank Izenour war ein Sohn von Charles Izenour und dessen Frau Willamena Izenour. Im Jahr 1918 zog die Familie von New Brighton nach Mansfield in Ohio, wo er die öffentlichen Schulen und dann bis 1931 die High School besuchte. In den Jahren 1931 bis 1933 diente er als einfacher Soldat in der Ohio National Guard. Anschließend durchlief er die United States Military Academy in West Point. Nach seiner Graduation im Jahr 1938 wurde er als Leutnant der Infanterie zugeteilt. In der Armee durchlief er anschließend alle Offiziersränge vom Leutnant bis zum Zwei-Sterne-General.
In seinen jüngeren Jahren versah er den für Offiziere in den niederen Rangstufen üblichen Dienst in verschiedenen Einheiten und Standorten. In den Jahren 1939 bis 1941 war er am Panamakanal stationiert. Im Oktober 1941 kehrte er in die Vereinigten Staaten zurück, wo er eine Kompanie im 7. Infanterieregiment kommandierte. Anschließend war er Stabsoffizier und Bataillonskommandeur.
Seit dem 7. Dezember 1941 nahmen die Vereinigten Staaten aktiv am Zweiten Weltkrieg teil. Im weiteren Verlauf wurde Izenour zur 3. Infanteriedivision versetzt, wo er das 1. Bataillon des 7. Infanterieregiments kommandierte. Dabei nahm er unter anderem an der Landung der Alliierten in Nordafrika, dem anschließenden Afrikafeldzug und dann an der Landung auf Sizilien teil. In der Folge war er auch am Beginn des Italienfeldzugs beteiligt. Bei Anzio wurde er schwer verwundet. Nach seiner Genesung war er mit seiner Einheit von Südfrankreich aus auf dem Vormarsch durch das Rhonetal nach Norden, wobei er erneut verwundet wurde. Im Dezember 1944 wurde er aufgrund seiner Verwundungen zur Erholung in die Heimat zurückgeschickt.
Nach seiner Genesung diente er in der Stabsabteilung G1 (Personal) der Army Ground Forces. Danach studierte er am Command and General Staff College und am Armed Forces Staff College. Nach zwischenzeitlich anderen Verwendungen erreichte er im Jahr 1962 mit seiner Beförderung zum Brigadegeneral die Generalsränge. Danach war er Stabsoffizier bei der 4. Panzerdivision und dann Mitglied der Stabsabteilung G3 (Operationen) beim United States Department of the Army.
Im Mai 1967 wurde Frank Izenour nach Südkorea zur 2. Infanteriedivision versetzt und trat dort die Nachfolge von George B. Pickett Jr. als Divisionskommandeur an. Er behielt dieses Kommando bis zum Juni 1968. In dieser Zeit kam es zu einigen Grenzkonflikten mit Nordkorea. Nach dem Ende dieses Kommandos erhielt Izenour den Oberbefehl über das Test and Evaluation Command im Aberdeen Proving Ground in Maryland. Im Jahr 1971 schied er aus dem aktiven Militärdienst aus.
Er starb am 5. Dezember 1999 und wurde auf dem Nationalfriedhof Arlington beigesetzt.

## Orden und Auszeichnungen
Frank Izenour erhielt im Lauf seiner militärischen Laufbahn unter anderem folgende Auszeichnungen:
- Army Distinguished Service Medal
- Silver Star
- Legion of Merit
- Bronze Star Medal
- World War II Victory Medal
- Purple Heart